# Distretto di Sepone
Il distretto di Sepone è uno dei quindici distretti (mueang) della provincia di Savannakhet, nel Laos. Ha come capoluogo la città di Sepone.